# Fretblanket
Fretblanket fue un grupo musical de power pop de Stourbridge, Inglaterra, formado en 1987. 
El grupo está compuesto por Will Copley (vocales/guitarra), Clive Powell (guitarra/vocales), Dave Allsopp (bajo) y Matt Carey (batería).

## Historia
Los miembros de Fretblanket, Will Copley, Clive Powell, Dave Allsopp y Matt Carey se conocieron en la escuela a la cual asistían y formaron el grupo en 1987.
Fretblanket ha tenido más éxito en los Estados Unidos que en su nativa Gran Bretaña, por lo que la banda dejó de hablar con la prensa musical británica. El grupo ha sido descrito como "Uno de los primetos grupos británicos en reflejar la influencia en todo el mundo del álbum Nevermind de Nirvana", aunque Ride, The Wedding Present y Swervedriver también han sido identificados como influencias. La banda firmó con el sello discográfico Polygram Records en 1993 y lanzaron su primer álbum de estudio, Junkfuel, un año después, junto al video musical de la canción "Twisted". 
Fretblanket tuvo un importante éxito en 1997 con la canción "Into the Ocean". El video musical de esa canción tuvo una corta presentación regular en los programas de MTV del mismo año y en ese momento fue el video de mayor audiencia en el programa MTV 12 Angry Viewers. Ese mismo año realizaron el lanzamiento de un segundo álbum, Home Truths From Abroad.

## Influencias
Las influencias de los miembros de Fretblanket incluyen a Ride, The Wedding Present, Swervedriver y Nirvana.

## Discografía

### Álbumes de estudio
| Año  | Álbum                                                                 |      |                                                        |  |
| ---- | --------------------------------------------------------------------- | ---- | ------------------------------------------------------ |  |
| Año  | Álbum                                                                 | 1994 | Junkfuel - Lanzamiento: 1994 - Sello: Polygram Records |  |
| 1997 | Home Truths From Abroad - Lanzamiento: 1997 - Sello: Polygram Records |      |                                                        |  |

### EP
| Año  | Álbum                                                        |      |                                                                 |  |
| ---- | ------------------------------------------------------------ | ---- | --------------------------------------------------------------- |  |
| Año  | Álbum                                                        | 1987 | Better Than Swimming - Lanzamiento: 1987 - Sello: Independiente |  |
| 1988 | Curtainsville - Lanzamiento: 1988 - Sello: Independiente     |      |                                                                 |  |
| 1989 | Twisted EP - Lanzamiento: 1989 - Sello: Independiente        |      |                                                                 |  |
| 1993 | Song In B - Lanzamiento: 1993 - Sello: Polygram Records      |      |                                                                 |  |
| 1997 | Into The Ocean - Lanzamiento: 1997 - Sello: Polygram Records |      |                                                                 |  |

### Videoclips
| Año  | Video            | Diretor(es) |
| ---- | ---------------- | ----------- |
| 1994 | "Twisted"        | Will Copley |
| 1995 | "Into The Ocean" | Will Copley |

## Miembros
- Will Copley - (vocales y guitarra) (1987 - 1998)
- Clive Powell - (guitarra) (1987 - 1998)
- Dave Allsopp - (bajo) (1987 - 1998)
- Matt Carey - (batería) (1987 - 1998)